# بين هاردي
بن جونز (ولد في 2 يناير 1991)، معروف مهنياً باسم بن هاردي، هو ممثل إنجليزي.

## النشأة
ولد هاردي في بورنموث ، دورست ، ونشأ في شيربورن.

## الأعمال

### الأفلام
| السنة | الاسم                  | الدور                            | إخراج          | ملاحظات      |
| ----- | ---------------------- | -------------------------------- | -------------- | ------------ |
| 2016  | رجال إكس: نهاية العالم | وارن ورثينغتون الثالث / الملائكة | براين سينجر    |              |
| 2017  | ماري شيلي              | جون ويليام بوليدوري              | هيفاء المنصور  |              |
| 2017  | Only the Brave         | ويد باركر                        | جوزيف كوزينسكي |              |
| 2018  | Bohemian Rhapsody      | روجر تايلور                      | برايان سينجر   | جاري الإنتاج |

### التلفاز
| السنة     | العنوان          | الدور        | Notes          |
| --------- | ---------------- | ------------ | -------------- |
| 2012      | Call the Midwife | مراسل إخباري | ضيف: الحلقة 1  |
| 2013−2015 | EastEnders       | بيتر بيل     | سلسلة إعتيادية |

## مسرح
| السنة | العنوان        | الدور       | ملاحظات                      |
| ----- | -------------- | ----------- | ---------------------------- |
| 2012  | The Judas Kiss | آرثر ويلسلي | مسرح هامبستيد ومسرح دوق يورك |

## وصلات خارجية
- بين هاردي على موقع IMDb (الإنجليزية)
- بين هاردي على موقع روتن توميتوز (الإنجليزية)
- بين هاردي على موقع ألو سيني (الفرنسية)
- بين هاردي على موقع أول موفي (الإنجليزية)
- بين هاردي على موقع قاعدة بيانات الفيلم (الإنجليزية)
- بين هاردي على موقع كينوبويسك (الروسية)